# Pampas Grande
Pampas Grande, fundado como San Jerónimo de Pampas, es un pueblo peruano, capital del distrito homónimo, situado en la provincia de Huaraz.  Se encuentra ubicado en un ramal de la Cordillera Negra, en la vertiente del Pacífico, a una distancia de 170 km de Huaraz, 110 km de Huarmey y 400 km de Lima.  Con una población aproximada de 356 habitantes, se sitúa a una altitud media de 3690 m s.n.m. Presenta un clima frío, con temperaturas promedio de 17 °C en verano y 12 °C en invierno.
El antiguo hombre de Pampas llegó inicialmente como cazador y, posteriormente, adoptó un estilo de vida sedentario, desarrollando la práctica de la domesticación de plantas y auquénidos, lo cual les permitió establecerse en asentamientos permanentes. Durante el Intermedio Temprano (200 a. C. - 700 d. C.), se formaron los asentamientos de Kajur, Cuchicoto y Huamancalla, coincidiendo con la caída de la cultura Chavín y el surgimiento de la cultura Recuay. En el Intermedio Tardío (1200-1438 d. C.), las tribus principales, unidas por el idioma, costumbres y religión, se organizaron en reinos o señoríos, conformando la nación de los huailas. El territorio de los huailas abarcaba el valle del río Santa, conocido como el Callejón de Huaylas, y gran parte de la Cordillera Negra. Durante el gobierno del Sapa Inca Pachacútec, entre los años 1430 y 1450 aproximadamente, los señoríos de Huaylas y Conchucos fueron incorporados al Tahuantinsuyo tras una invasión liderada por Cápac Yupanqui, hermano y general del Sapa Inca.
Durante la época colonial, la primera referencia a Pampas Grande data del año 1597. En 1774 fue fundada la parroquia de Asunción de Huaylas, con dos parcialidades: Allauca e Ichoc. En 1774 se fundó la parroquia de Asunción de Huaylas, incluyendo las parcialidades de Allauca e Ichoc, donde se adscribió el pueblo de Pampas, cuya población mayoritaria pertenecía al ayllu Poma. Para 1830, la parroquia de Pampas estaba conformada por el pueblo homónimo y otro llamado Huanchay. En 1857 se creó oficialmente el distrito de Pampas con su capital en Pampas Grande. En años posteriores, se separaron los distritos de La Libertad en 1907, Huanchay en 1933 y Colcabamba en 1941. En el año 2009, se llevó a cabo una consulta popular para cambiar el nombre del pueblo de "Pampas" a "Pampas Grande", siendo formalizado mediante la Ley N.º 29846 el 15 de marzo de 2012.
La economía de Pampas Grande se basa principalmente en la agricultura y la ganadería, aunque el comercio también desempeña un papel importante. El turismo y la minería son fuentes adicionales de ingresos económicos, aunque en menor medida. Entre los lugares turísticos más destacados se encuentran Huamancalla, el cerro Racpiquita, Yaco Punta, Canchón y el cerro Cuchicoto. Las festividades más importantes incluyen la fiesta de Sháncac, la fiesta patronal en honor a la Virgen de Fátima, la celebración de Año Nuevo, la Navidad y la fiesta patronal en honor a San Jerónimo. Algunas danzas típicas que se destacan son los negrazos y los pastorcillos.

## Toponimia
El término "pampas" deriva del quechua pampa, que significa llanura, haciendo referencia a la extensa meseta de pastizales cercana al pueblo. La denominación de "Pampas Grande" se utiliza para distinguir este pueblo de otros con nombres similares, aunque no se conoce con precisión la fecha exacta en que comenzó a utilizarse. Durante su visita al pueblo en 1867, Antonio Raimondi registró el nombre de Pampas Grande. A partir de 1907, el nombre de "Pampas Grande" comenzó a ser utilizado informalmente por la administración en lugar de "Pampas".

## Geografía

### Ubicación
El distrito de Pampas Grande está ubicado en la vertiente occidental de la Cordillera Negra, en la provincia de Huaraz. Posee una extensión aproximada de 357,81 km². Limita al norte con el distrito de Pariacoto, al noreste con el distrito de Colcabamba, al noroeste con la provincia de Casma, al este con el distrito de La Libertad, al oeste con la provincia de Huarmey y al sur con el distrito de Huanchay. El territorio del distrito abarca diferentes pisos altitudinales, incluyendo la yunga, quechua, suni o jalca y puna. El rango de altitud varía desde los 550 m s.n.m., cerca de la frontera con Casma, hasta los 4600 m s.n.m., en los límites con La Libertad y Huanchay. La localidad de Pampas se encuentra en la región jalca.

##### Poblaciones limítrofes
| Noroeste:Provincia de Casma   | Norte:Distrito de Pariacoto | Noreste:Distrito de Pariacoto, Distrito de Colcabamba |
| Oeste:Provincia de Huarmey    |                             | Este:Distrito de La Libertad                          |
| Suroeste:Provincia de Huarmey | Sur:Distrito de Huanchay    | Sureste:Distrito de Huanchay                          |

### Relieve
El relieve del distrito de Pampas Grande se caracteriza por un marcado contraste entre las sierras ubicadas en el noroeste y el resto del territorio, el cual presenta características mucho más llanas.
La principal cumbre de la zona es conocida como Canchón y se encuentra entre Pampas Grande y la localidad de Chorrillos. Al igual que otras montañas en la región de Áncash, Canchón tiene su origen en el proceso orogénico de los Andes. Con una altitud de 4137 m s. n. m. (metros sobre el nivel del mar), está compuesta por grandes formaciones rocosas. Estas montañas están conformadas por materiales de las eras mesozoica (cretácico Inferior) y cenozoica (paleógeno - neógeno). Además, presentan una compleja estructura tectónica, que da lugar a un relieve plegado con la presencia de numerosas fallas.
Por otro lado, el resto del territorio municipal se caracteriza por su relativa llanura, donde se encuentran amplios valles rellenados por depósitos de calizas, limoarcillitas grises y areniscas cuarzosas.

### Hidrografía
Desde el punto de vista hidrográfico, Pampas Grande se encuentra en la margen izquierda de la cuenca del río Casma, en la parte alta de la subcuenca de la quebrada Victoria. Además, se sitúa en estrecha proximidad a la línea divisoria de aguas con la cuenca del río Culebras, con altitudes que varían entre los 4600 y 2400 m s.n.m.
Río Pira
El distrito de Pampas Grande está mayormente influenciado por la subcuenca del río Pira. Esta subcuenca se encuentra en la parte alta, a una altitud promedio de 3850 m s.n.m. El cauce principal del río Pira tiene una longitud de 22.91 km y presenta una pendiente de 9.72 %, desde sus nacientes en la quebrada Paria, a una altitud de 4395 m s.n.m., hasta su unión con el río Vado por la margen izquierda, a una altitud de 2168 m s.n.m. La confluencia de los ríos Pira y Vado da origen al río Chacchán. La superficie de esta cuenca abarca 164.80 km², lo que representa aproximadamente el 5.5 % del área total de la cuenca del río Casma (2990.70 km²). La precipitación promedio anual en la unidad hidrográfica del río Pira varía entre 450 y 800 mm.
Río Vado
Este río se sitúa a una altitud promedio de 3550 m s.n.m. Su cauce principal se extiende a lo largo de 25.967 km, con una pendiente de 18.45 %, desde sus nacientes a una altitud de 4640 m s.n.m. hasta su unión con el río Chacchán por la margen izquierda, a una altitud de 1991 m s.n.m. La cuenca del río Vado cubre una superficie de 163.70 km², representando también aproximadamente el 5.5% del área total de la cuenca del río Casma. En esta cuenca, caracterizada por su humedad, las precipitaciones promedio anuales varían entre 350 y 800 mm.

### Clima
Pampas Grande se sitúa en el piso altitudinal jalca, lo cual, sumado a su cercanía al trópico, genera variaciones considerables en la temperatura a lo largo del día. El clima predominante en esta zona se caracteriza por ser frío, con veranos secos que abarcan los meses de mayo a septiembre. Durante esta temporada, los días suelen ser soleados, con una temperatura promedio de 17 °C, aunque la sensación térmica puede alcanzar los 24 grados. Por las noches, las temperaturas descienden y oscilan alrededor de los 8 °C, lo que provoca heladas meteorológicas que forman una delicada capa de escarcha sobre la vegetación.
En invierno, que comprende los meses de octubre a marzo, los días se presentan mayormente nublados, con frecuentes lloviznas y lluvias torrenciales. Durante esta temporada, la temperatura promedio desciende a unos 14 °C y puede llegar a descender hasta los 5 °C. Debido a su ubicación en relación con el nivel del mar, la zona se considera fría y presenta condiciones propicias para el desarrollo de diversos cultivos altoandinos, los cuales se benefician de una temperatura promedio de 12 °C.
| Parámetros climáticos promedio de | Parámetros climáticos promedio de | Parámetros climáticos promedio de | Parámetros climáticos promedio de | Parámetros climáticos promedio de | Parámetros climáticos promedio de | Parámetros climáticos promedio de | Parámetros climáticos promedio de | Parámetros climáticos promedio de | Parámetros climáticos promedio de | Parámetros climáticos promedio de | Parámetros climáticos promedio de | Parámetros climáticos promedio de | Parámetros climáticos promedio de |
| Mes                               | Ene.                              | Feb.                              | Mar.                              | Abr.                              | May.                              | Jun.                              | Jul.                              | Ago.                              | Sep.                              | Oct.                              | Nov.                              | Dic.                              | Anual                             |
| --------------------------------- | --------------------------------- | --------------------------------- | --------------------------------- | --------------------------------- | --------------------------------- | --------------------------------- | --------------------------------- | --------------------------------- | --------------------------------- | --------------------------------- | --------------------------------- | --------------------------------- | --------------------------------- |
| Temp. máx. media (°C)             | 20                                | 16                                | 15                                | 20                                | 18                                | 22                                | 25                                | 27                                | 29                                | 29                                | 26                                | 24                                | 22.6                              |
| Temp. mín. media (°C)             | 3                                 | 3                                 | 1                                 | 3                                 | 6                                 | 8                                 | 6                                 | 13                                | 6                                 | 6                                 | 5                                 | 4                                 | 5.3                               |
| Lluvias (mm)                      | 242                               | 206                               | 250                               | 175                               | 83                                | 32                                | 24                                | 36                                | 86                                | 188                               | 195                               | 238                               | 1755                              |
| Días de lluvias (≥ )              | 29                                | 26                                | 30                                | 26                                | 22                                | 13                                | 10                                | 14                                | 22                                | 28                                | 27                                | 30                                | 277                               |
| Días de nevadas (≥ )              | 5                                 | 5                                 | 3                                 | 2                                 | 0                                 | 1                                 | 2                                 | 2                                 | 1                                 | 1                                 | 3                                 | 6                                 | 31                                |
| Fuente: weatherspark.             |                                   |                                   |                                   |                                   |                                   |                                   |                                   |                                   |                                   |                                   |                                   |                                   |                                   |

### Suelos
El suelo en Pampas Grande se caracteriza por presentar una textura moderadamente variada, que va desde franco arcilloso a franco. Además, se destaca por tener una profundidad que va de media a alta, y se encuentran pendientes moderadamente empinadas a empinadas en las zonas altas, especialmente por debajo del reservorio de Matara. Estos suelos no presentan problemas significativos de drenaje, lo que los convierte en terrenos adecuados para la agricultura tanto de cultivos temporales como permanentes. De acuerdo con la clasificación establecida por el Bureau of Reclamation, los suelos de Pampas Grande se encuentran en la categoría de tipo II y III.

## Ecología
El territorio de Pampas Grande alberga diversas formaciones ecológicas, entre las cuales destacan la estepa, el montano, el páramo muy húmedo subalpino, las montañas subhúmedas y la puna. Las montañas subhúmedas se caracterizan por tener un clima frío, así como un relieve extremadamente accidentado. Por otro lado, la zona de puna se caracteriza por presentar un clima húmedo y frígido, con una vegetación limitada que se utiliza principalmente para el pastoreo de ganado ovino y vacuno. Esta zona abarca principalmente el caserío de Matara y las partes altas de las cuencas de las quebradas Pacchac y Chorrillos.

### Flora

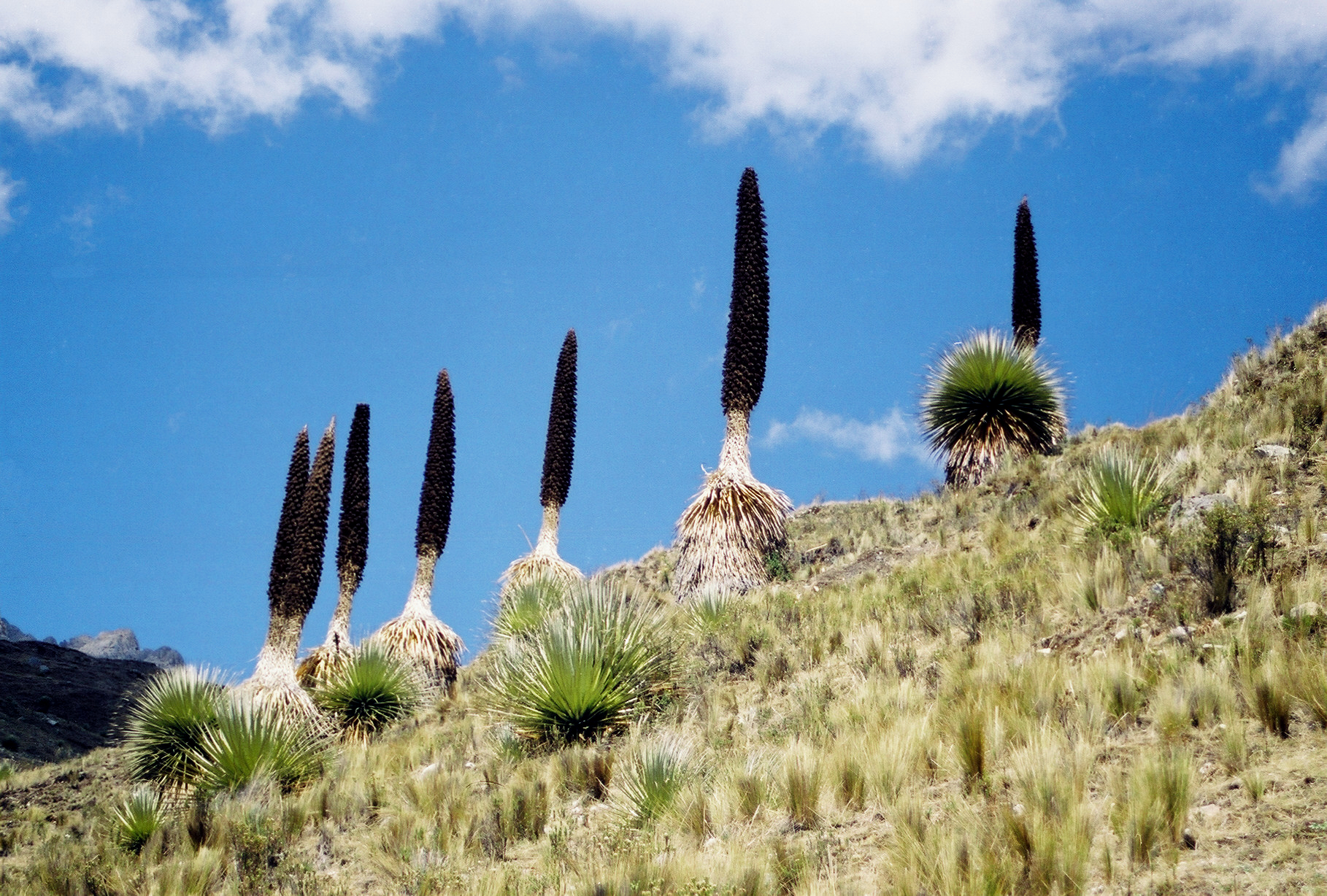
Puyas raimondi características de la parte más alta del pueblo, el grupo más importante se ubican en el cerro Castilla.

La flora se encuentra en gran parte dominada por especies alóctonas como el eucalipto y el pino suizo (Pinus cembra). El eucalipto se extiende ampliamente por el territorio distrital por debajo de los 3600 m s.n.m., debido a su intensiva forestación a fines de la década de 1980. Por encima de los 3600 m s.n.m., se encuentran los pinares. Estas especies coexisten con la vegetación autóctona andina, como el quenual, la tara, la quishuar, el molle y el ichu, así como una abundancia de plantas aromáticas como el cedrón y la muña. En las zonas más altas del pueblo, por encima de los 4000 m s.n.m., se pueden encontrar bosques de puyas raymondi.

### Fauna
En cuanto a la fauna autóctona, Pampas Grande alberga una variedad de especies animales. Entre los mamíferos, se destacan la presencia de la taruca, el venado, la llama, el oso de anteojos y el zorro en las áreas más densas de los bosques de puna. También se encuentran roedores como la vizcacha y la muca en las zonas pedregosas. La avifauna es diversa e incluye aves rapaces como el cóndor, el gavilán y el cernícalo, así como aves nocturnas como el búho. En los humedales, se pueden observar aves acuáticas como el pato andino, y en áreas más bajas se encuentran aves paseriformes como el gorrión común, el jilguero y el ruiseñor. Es importante destacar la presencia de aves migratorias, como las golondrinas, que anidan en la zona durante el invierno. Entre los reptiles, se encuentran saurios como la lagartija y ofidios como la culebra. En cuanto a los anfibios, se pueden encontrar el sapo y la rana en la región.

## Historia

### Presencia en el antiguo Perú e Imperio Inca

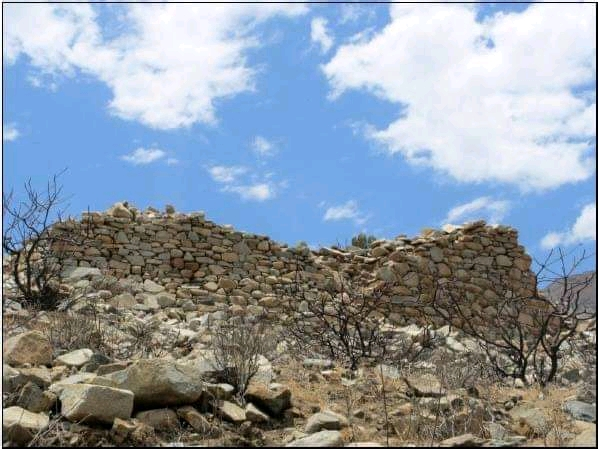
Sitio Arqueológico de Kajur.

Grupos étnicos de Áncash a la llegada de los incas. Los habitantes de Pampas pertenecieron al grupo Huaylas.

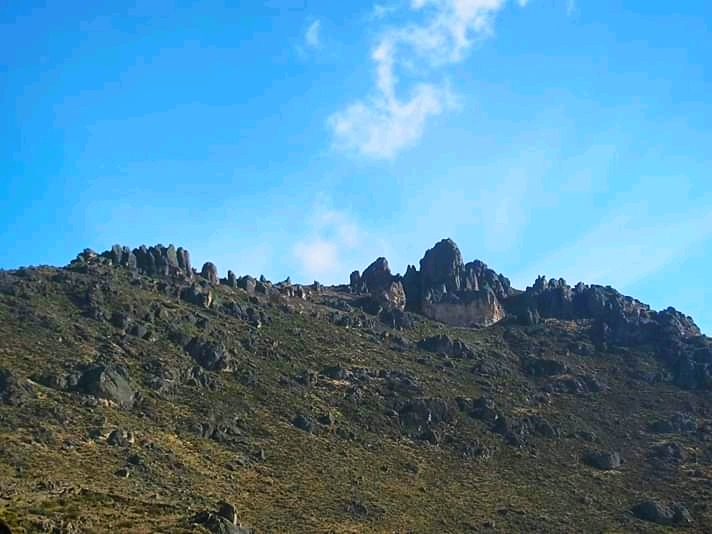
Cumbre de Canchón.

Según la teoría autoctonista de Julio César Tello, los primeros pobladores de la región peruana fueron los chavín, quienes se establecieron en los valles del Puccha y Yanamayo después de migrar desde la Amazonia. Por otro lado, Max Uhle propuso la teoría inmigracionista, según la cual de los hombres chavín descendían de las culturas Chimú y Nazca, las cuales, a su vez, estarían relacionadas con la civilización Maya. Es importante señalar que estas teorías fueron formuladas antes del descubrimiento de la antigua ciudad estado de Caral, ubicada al norte de Lima, y que es considerablemente más antigua que la civilización chavín.
El antiguo hombre de Pampas llegó a la región como cazador y posteriormente se volvió sedentario, desarrollando la domesticación de plantas y animales como los auquénidos. Durante el Intermedio Temprano (200 a. C. - 700 d. C.), en la transición entre la cultura chavín y la cultura recuay, surgieron los asentamientos de Kajur, Cuchicoto y Huamancalla.
En el intermedio tardío (1200-1438 d. C.), las tribus principales, unidas por el idioma, las costumbres y la religión, se organizaron en reinos o señoríos, formando la nación de los huailas. El territorio huailas abarcaba el valle del río Santa, conocido como el callejón de Huaylas, y gran parte de la cordillera negra. Sus límites se extendían desde el cañón del Pato al norte, hasta la meseta de Conococha al sur, que coincide con las actuales provincias de Recuay, Huaraz, Carhuaz, Yungay y la provincia de Huaylas.
Después de una larga y difícil resistencia contra el Imperio inca en expansión liderado por Cápac Yupanqui, el señorío de Huaylas, en alianza con los Conchucos, Piscopampas, Siguas y Huaris, se rindió al Sapa Inca, pero a un alto costo. El templo más importante de los Huaylas, Pumacayán, fue destruido y, como muestra de sumisión, los curacas de las etnias mencionadas se vieron obligados a enviar a sus hijas para que se unieran al inca como esposas secundarias.
Siguiendo el sistema de organización poblacional impuesto por los incas, los huailas fueron subdivididos en dos parcialidades: Hanan Huaylas y Hurin Huaylas. Hanan Huaylas incluía las actuales provincias de Huaylas, Yungay y Carhuaz, mientras que Hurin Huaylas abarcaba las provincias de Huaraz, Recuay y Aija. Pampas se convirtió en parte de esta subdivisión bajo el centro administrativo inca de Recuay Viejo.
El sacerdote Augusto Soriano Infante recogió en 1953 un mito acerca de la fundación preinca de Pampas Grande.

Este relato habla de dos semidioses, uno macho: Canchón y otro hembra: Huascarán. 
Reinaron en Pampas Grande y eran esposos. Huascarán era una mujer hermosa de piel clara; era excelente cocinera; preparaba abundante comida para sus 32 hijos y su marido. El sabor de sus viandas tenía encantado a Canchón. La felicidad se enturbió cuando Huascarán descubrió que Canchón tenía una amante, Sutoc, mujer de piel trigueña que sedujo a Canchón con comidas menos abundantes pero más exquisitas, tenía un sobrino llamado Caullo que en secreto estaba enamorado de Huascarán. En venganza por la infidelidad de su marido, Huascarán ayudada por Caullo, le cortó a Canchón los genitales maldiciéndole para que en el futuro sería sexualmente un desecho humano. Sus testículos que fueron arrojados a la montaña, al rodar se convirtieron en peñascos, uno fue llamado Cuyocrumi (Piedra que se mueve) y el otro Huerururumi (Piedra semejante a la semilla del Huayruro, planta selvática). Igualmente Canchón al petrificarse originó una cumbre del mismo nombre. Sutoc corrió igual suerte dando origen a otra cima rodeada de sus hijos asimismo petrificados. Antes de petrificarse maldijo a Caullo augurándole que sus huesos servirían de estacas para atar animales y fabricar pincullos. De esta tragedia nació la
Cordillera Negra.
Huascarán abandonó su hogar y su tierra; enrumbó sus pasos hacia el norte seguida de sus 32 hijos que se rezagaban por ser algunos pequeños; los mayores que iban más deprisa se convirtieron en las cumbres de Huantsan y Yerupajá. Cansada y triste descansó en Asiac (hediondo) donde perdió un pañal de su hijito tierno que se convirtió en un glaciar. Allí orinó y defecó y tan pronto lo hizo su orina originó el lago de Conococha (lago tibio) y sus excretas a cimas rocosas. Continuó su marcha, agotada se sentó para descansar frente a Yungay, allí se convirtió en una elevada montaña de hielo con dos cabezas, porque cargaba a su espalda a su último hijo que era bebé. Sus demás hijos que no lograron alcanzarla al petrificarse uno tras otro se fueron convirtiendo en otras cimas. Así se formó la Cordillera Blanca con un elevado número de heleros y lagunas producto de las lágrimas de Huascarán y sus hijos

### Época virreinal

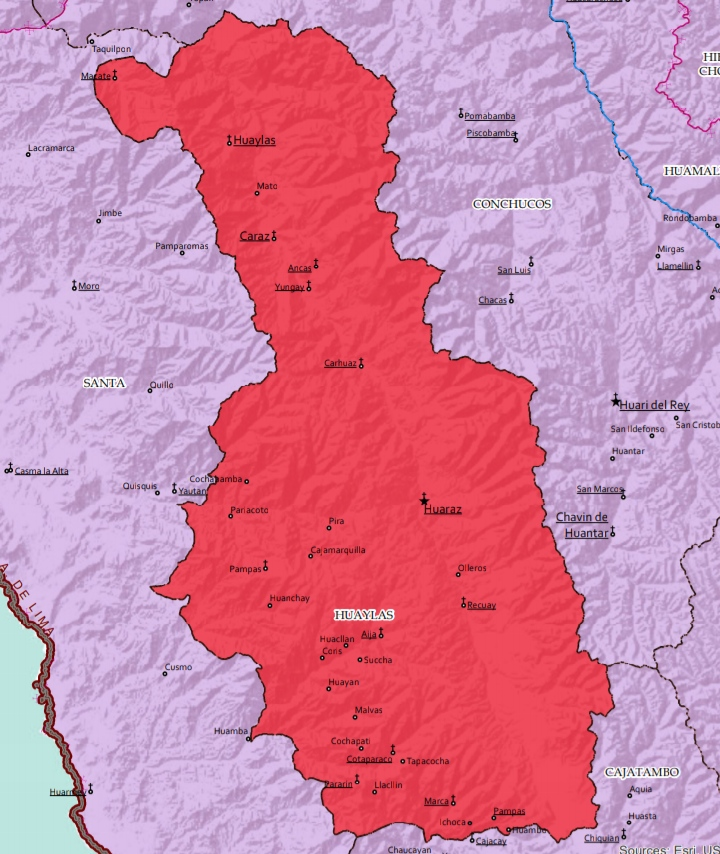
Corregimiento de Huaylas en 1701.

Tras la conquista española, los habitantes del grupo étnico huailas se rindieron sin resistencia a los conquistadores con el objetivo de liberarse del dominio incaico. Pocos años después, los españoles comenzaron a repartir estas tierras y fundaron obrajes e ingenios para aprovechar la mano de obra nativa.
Después de la conquista, el territorio de Pampas pasó a formar parte de la encomienda de Recuay, que incluía también a los pueblos de Recuay y Aija. Inicialmente, esta encomienda estuvo en manos de los conquistadores Jerónimo de Aliaga y Sebastián de Torres hasta el año 1537, quedando en manos de Jerónimo de Aliaga hasta su regreso a España en 1550. A partir de ese año, la encomienda de Recuay se vio envuelta en disputas y quedó bajo el control de Juan de Aliaga hasta 1570, cuando se unió con la encomienda de Huaraz, siendo designado como encomendero don Hernando de Torres.
En 1605, en la zona que hoy conocemos como Pampas Grande, se encontraba la huaranga de Ichocpoma, que pertenecía a la saya de Lurin-Huaylla. En 1651, se fundó la doctrina de La Asunción de Huaylas en la huaranga de Huayllas, la cual se dividía en dos parcialidades: Allauca e Ichoc. En esta área se ubicaba el pueblo de Pampas, cuya población mayoritaria pertenecía al ayllu Poma.

#### Fundación

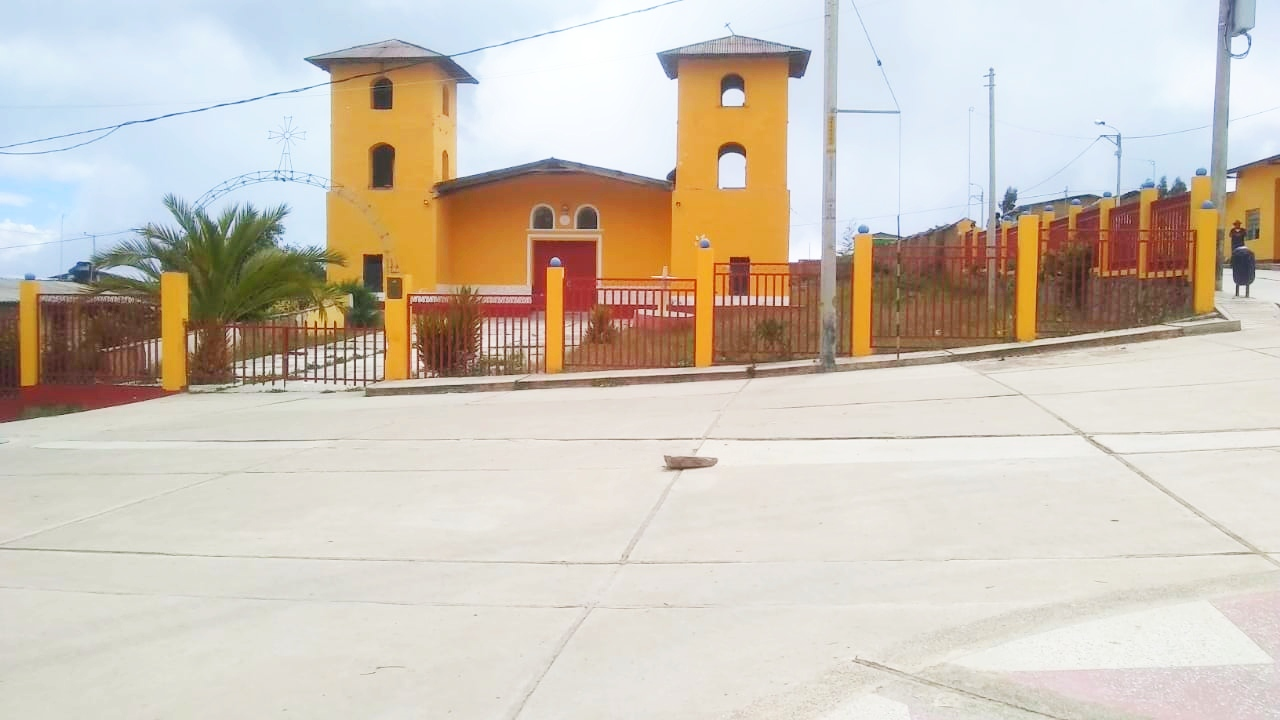
Iglesia Matriz de Pampas Grande, lugar fundacional del pueblo.

Durante el gobierno del virrey Francisco de Toledo, defensor de las reducciones de indígenas, se llevó a cabo la fundación del pueblo de Pampas. Bajo esta política, se establecieron poblaciones nativas con una plaza mayor, una iglesia, un cabildo y solares propios. Hasta entonces, la población indígena vivía dispersa en el territorio, por lo que esta medida facilitó el trabajo de los sacerdotes y las autoridades en general. Según la costumbre de la época, al fundar ciudades en los territorios colonizados, se les asignaba el nombre de un santo bajo cuya protección y devoción se realizaba la fundación. En el caso de Pampas, la reducción recibió el nombre de "San Jerónimo de Pampas", posiblemente el 30 de septiembre, día festivo en honor a dicho santo. 
El pueblo de Pampas se planificó con dos barrios, manteniendo el sistema de organización incaico basado en el ayllu. Los dos barrios principales fueron Pumash y Queyoc, el primero ocupado por los habitantes de la zona norte de Pampas, y el segundo por los pobladores de los alrededores de Canchón.
A pesar de ser una fundación española, la ciudad de Pampas no cuenta con un blasón o escudo de armas. Existen diversas leyendas populares sobre la construcción de su iglesia matriz, transmitidas oralmente. La más conocida de estas leyendas cuenta que, al establecer un pueblo en lo que ahora es La Victoria, los españoles colocaron los cimientos de una capilla, pero la imagen de San Jerónimo se habría escapado de allí. Después de varios días de búsqueda, encontraron al santo en el lugar donde actualmente se encuentra la iglesia matriz de Pampas Grande. En aquel momento, el área donde se ubicó la iglesia no era propicia para una urbanización, ya que eran terrenos de cultivo con andenes llenos de cactus. Debido a las dificultades, los españoles se habían trasladado a Cañipampa, donde también construyeron una capilla, pero nuevamente la imagen de San Jerónimo se escapó y fue hallada en el mismo lugar, donde había una enorme roca rodeada de matas de cantuta.
Los españoles decidieron fundar ahí el pueblo de Pampas y para ello capturaron indígenas y los convirtieron al cristianismo. Los indígenas sometidos eran los que habitaban el pueblo incaico de Huamancalla y toda la cumbre de Utsuquí, así como las faldas de Canchón. Estos indígenas habían sufrido estragos por la presencia de los portugueses. Cuando los españoles aparecieron, los indígenas se retiraron, dejando atrás a una anciana que no podía correr. Los españoles, acompañados de algunos indígenas convertidos, sorprendieron a los pobladores y en ese encuentro se toparon con un puma. Al capturar a la anciana, le preguntaron cómo se llamaba ese lugar, y ella respondió que se llamaba "Sútoc". Los españoles, siguiendo el rito católico, la bautizaron como María Soto Poma, aunque en realidad el verdadero nombre en quechua sería María Sutuq Puma. Los españoles asignaron el apellido Poma a los habitantes de casi todo Pampas, a quienes convirtieron al catolicismo. El pueblo se dividió en dos barrios, uno a la izquierda y otro a la derecha, conocidos hoy como lchoca-pomas (pumas de la izquierda) y Allauca-pomas (pumas de la derecha). Cerca de la iglesia, en un terreno ligeramente inclinado, se diseñó la plaza mayor, las calles principales y las cuadras, creando una trama urbana en forma de damero. Los edificios que rodeaban la plaza mayor fueron construidos y ocupados por las primeras familias nativas que llegaron de Huamancalla y Canchón. Los españoles, miembros del clero y de las instituciones virreinales, se establecieron en el claustro del templo, mientras que en la plaza se erigieron instituciones como el cabildo, la escuela y la cárcel, propias del gobierno colonial.
Durante la visita de Toribio de Mogrovejo al pueblo de Pampas en 1597, se registró una población tributaria estable de ciento cincuenta y cuatro nativos y una población de 15 tributarios, 3 reservados, 40 de confesión y 50 almas que conformaban la cabecera de doctrina. Estos datos se encuentran consignados en el diario de la segunda visita del arzobispo.

Folio 30v: [...]El pueblo de Colcabamba, de la dicha doctrina que así mismo es chaupi yunga, hay en él 44 indios tributarios y 11 reservados y 200 de confesión y 280 ánimas, chicas y grandes. Está junto a este pueblo, una legua de él un pueblecito que llaman Ayas que es de la doctrina de Pampas, en el cual hay 15 tributarios y 3 reservados y 40 de confesión y 50 ánimas.

### Etapa republicana
A finales del siglo XVIII, los centros poblados campesinos de las parroquias del callejón de Huaylas desempeñaron un papel protagónico en las rebeliones que movilizaron a grandes masas de población. Estas revueltas fueron motivadas en gran parte por los tributos que debían pagar, así como por los abusos cometidos por los corregidores y hacendados, quienes se apropiaban de las tierras comunales situadas por encima de los 4000 m s. n. m. Estos levantamientos fueron los primeros movimientos sociales en la zona de Huaylas y reflejaron la crisis que atravesaba el virreinato. Estas protestas se extendieron por todo el Perú y América hasta que, en 1812, la corona española promulgó la Constitución de Cádiz con el fin de apaciguar los movimientos liberales de los sectores criollos y nativos, otorgándoles una mayor participación política y social. Esta constitución puso fin a la inquisición y limitó el poder de las autoridades virreinales, y en abril de 1812 se celebraron las primeras elecciones mediante el voto libre.
Durante el proceso de independencia del Perú, Pampas aportó un considerable número de hombres a las filas de los ejércitos libertadores. Además, el pueblo desempeñó un papel estratégico en la vigilancia para evitar el avance del ejército realista hacia Huaraz.
En el marco de la consolidación del territorio peruano, el 12 de febrero de 1821, José de San Martín estableció la primera demarcación territorial, creando la provincia de Huaylas, cuya capital sería Huaraz. Pampas fue integrado a esta provincia. Posteriormente, a finales de 1824, durante el gobierno de Simón Bolívar, se reconocieron los antiguos curatos o parroquias en el departamento de Huaylas, y Pampas quedó conformado como parte de la Provincia de Huaylas.

#### Creación del distrito de Pampas

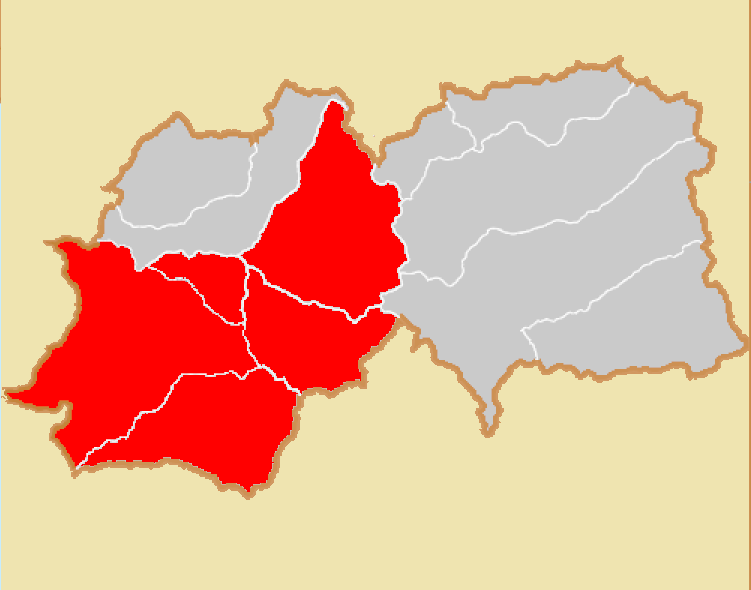
Mapa del primer distrito de Pampas (1857). (en rojo)

El 25 de julio de 1857 se llevó a cabo la primera demarcación territorial que dividió la provincia de Huaylas en dos: Huaraz y Huaylas, con sus respectivas capitales en Huaraz y Caraz. Como parte de esta reestructuración, durante el gobierno de Ramón Castilla, los antiguos curatos o parroquias de Huaraz fueron elevados a la categoría de distritos, dando origen al distrito de Pampas, el cual formó parte de la provincia de Huaraz. Pampas se compuso de cuatro centros poblados principales: Pira, Cajamarquilla, Colcabamba y Huanchay.
En 1873, durante el gobierno de Manuel Pardo, se estableció en Pampas la primera escuela municipal de varones del distrito, adoptando el sistema Lancasteriano. En su obra "Áncash y sus riquezas minerales", el viajero italiano Antonio Raimondi, mencionó a Pampas Grande, donde hizo el descubrimiento de la Puya raimondii en 1868. Raimondi también señaló que:

Pampas sufre muchísimo por la escasez de agua, como todos los demás pueblos de este distrito. Para los usos domésticos tiene un pequeño chorro de agua al estremo [sic] de la población, y un poco mas arriba del pueblo hay un pequeño puquial que da origen á un arroyito, con cuya agua se riegan unos pequeños alfalfares y otros sembríos.
Antonio Raimondi

Durante la guerra del Pacífico en 1883, por orden del coronel Isaac Recavarren, Pampas contribuyó con una cantidad significativa de ropa y animales para el sustento de las tropas peruanas. Estas provisiones fueron enviadas a Huaraz y posteriormente transportadas al puerto de Samanco.
En 1885, durante la rebelión de Huaraz, Pedro Pablo Atusparia encomendó a Uchcu Pedro la tarea de reclutar personal militar en los pueblos de las vertientes. El gobernador Manuel Cano logró reunir a más de 200 hombres, conocidos como el batallón Chasichusa, quienes se dirigieron hacia Yaután en abril y ganaron la batalla contra las tropas gubernamentales en la hacienda Santa Ana.
En 1907, mediante la Ley N.º 628, el distrito de La Libertad se separó de Pampas. En 1908, se inauguró la oficina de correos, siendo el gobernador Cipriano Valverde el primer receptor de correspondencia. Durante el primer año de funcionamiento de la oficina de correos, se enviaron documentos oficiales, circulares y despachos a nombre de autoridades y ciudadanos inexistentes en el pueblo. Durante las elecciones generales de 1908, después de la derrota de José Pardo, llegaron a Pampas paquetes de propaganda política para políticos que no eran del pueblo. Este incidente llevó al gobernador a solicitar al congreso que se diferenciaran los nombres de los tres pueblos homónimos en Ancash. A fines de 1908, se realizó el cambio de nombre, designando al pueblo como Pampas Grande, siendo el diputado por Huaraz, César del Río, quien promovió esta medida.
En 1910 se inauguró la Escuela Fiscal Mixta, bajo la dirección de don Juan Gaona. En 1912 se creó la escuela de mujeres, dirigida por doña Clara Jiraldo. Durante 1913, se inició el aplanamiento del campo deportivo, una obra en la que perdió la vida un obrero llamado Juan García Chilca. En su honor, el estadio de Pampas Grande lleva su nombre. En 1920 se inauguró el centro escolar Nro. 341, dirigido por don Arturo García.
En mayo de 1920, se inició la construcción del cementerio general del pueblo. Durante los años 1920, 1921 y 1922 se levantaron las murallas del cementerio, siendo finalizado en enero de 1923. Ese mismo año, se llevó a cabo la inauguración del antiguo palacio municipal, un edificio de dos pisos con balcón y baranda de chachacoma torneada, en el cual participó el ebanista Víctor Medina.
En 1924, se produjo un brote de peste bubónica en las vaquerías de Hillajirca, Huitka y Huákpara, causando siete muertes en menos de 24 horas en el distrito de Pampas. La intervención del doctor Eleazar Guzmán Barrón, quien dirigía un cordón sanitario en la provincia de Huaraz, fue necesaria para contener el brote.
En 1928, el centro escolar Nro. 341 fue clausurado y convertido en la escuela fiscal No 3378, mientras que se inauguró el centro escolar de mujeres Nro. 347. En 1933, se creó el distrito de Huanchay a partir de la parte sur del distrito de Pampas. En 1939, se instaló una línea de telégrafo que conectaba Pampas con la ciudad de Huaraz, siendo Julio Joaquín Salcedo el primer receptor de mensajes. En junio de 1940, se inauguró la escuela fiscal de La Victoria, bajo la dirección de doña Vilelmina Ardiles Quijano. En 1941, se separó el distrito de Colcabamba de Pampas, siendo esta la última vez que se creó una nueva jurisdicción basada en el territorio de Pampas. En mayo de 1950, se inauguró la escuela fiscal mixta de Sháncac, dirigida por Delia Dextre Llanos. En 1965, se fundó el Colegio Nacional Mixto San Jerónimo en Pampas Grande.

#### Terremoto de 1970 y reconstrucción del pueblo

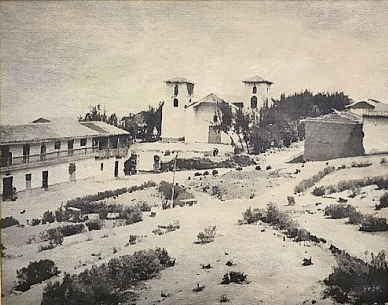
Plaza de Pampas antes del terremoto de 1970, se aprecia la oficina municipal (izquierda), la iglesia matriz (centro) y el centro escolar de varones N.º 335 (derecha).

En el año 1970, la región de Áncash fue azotada por un devastador terremoto que causó estragos en las ciudades del callejón de Huaylas y ocasionó daños considerables en la zona de la Cordillera negra. Hubo deslizamientos de cerros y embalses de ríos, y los caminos de herradura que conectaban con otros pueblos quedaron obstruidos durante varias semanas. En Pampas Grande, la mayoría de las viviendas resultaron destruidas, al igual que la oficina municipal. Sin embargo, la iglesia matriz sufrió daños menores, siendo afectada únicamente una de sus torres.
En 1974, se concluyó la construcción de la carretera de acceso a Pampas Grande, lo que permitió el ingreso de los primeros camiones de transporte público al pueblo el 28 de septiembre de ese mismo año.
En el transcurso del año 2003, se llevó a cabo la remodelación de la plaza de armas del pueblo, finalizándose los trabajos en el mismo año. Además, en 2004 se inició la construcción del hotel y el mercado municipal en el terreno donde se encontraba la antigua oficina municipal, siendo inaugurados en 2005.
En el año 2006, se inauguró la primera biblioteca pública del pueblo y se instaló el servicio de internet para la comunidad. Asimismo, en 2009 se realizó una consulta popular para cambiar el nombre del pueblo de Pampas a Pampas Grande, y el 15 de marzo de 2012, a través de la ley N.º 29846, se oficializó el cambio de denominación del pueblo.
El 25 de julio de 2018, se realizó la inauguración del primer museo del distrito, con restos arqueológicos de Cuchicoto, Manja y Castilla, bajo la administración de la ONG Pan Perú.

## Demografía
Según el censo realizado en 2017, el distrito de Pampas Grande contaba con una población de 956 habitantes, distribuidos equitativamente entre hombres y mujeres, con 477 varones y 479 mujeres (49,9% frente al 50,1%). De este total, 356 personas residían en el núcleo urbano de Pampas, mientras que el resto se establecía en los centros poblados de menor tamaño en las áreas rurales.
Durante las últimas dos décadas, el distrito ha experimentado un marcado descenso demográfico, perdiendo más de 500 habitantes en ese período. Este decrecimiento también se ha observado en la población del pueblo en particular, la cual ha disminuido entre los años 2005 y 2017. Este fenómeno se atribuye principalmente a la alta tasa de migración de jóvenes en busca de mejores oportunidades laborales, quienes eligen como destinos principales las ciudades de Lima y Huaraz.
| Gráfico de la evolución de la población de Pampas entre 1593 y 2017.                  |
| ------------------------------------------------------------------------------------- |
|                                                                                       |
| Gráfica elaborada por Wikipedia sobre la base de los datos del Censo Nacional de 2017 |

Pirámide de población
Del análisis de la pirámide de población se deduce lo siguiente:
- La población menor de 20 años es el 36,8% de la población total.
- La población comprendida entre 20-40 años es el 20,1%
- La población comprendida entre 40-60 años es el 20,5%
- La población mayor de 60 años es el 22,6%

Estos datos reflejan un patrón demográfico que indica un proceso de envejecimiento de la población y una ligera disminución en la tasa de natalidad anual. Esta estructura demográfica sugiere una menor proporción de jóvenes y una mayor representación de personas en edades más avanzadas.
Evolución de la población
Tras la llegada de los conquistadores, la población de Pampas Grande, al igual que en el resto del departamento, se componía principalmente de familias indígenas de origen huaylas y mestizos que se habían establecido atraídos por las oportunidades generadas por la colonización.
Sin embargo, el devastador terremoto de 1970 dejó al pueblo completamente destruido, lo que marcó el inicio de un éxodo rural que resultó en una rápida disminución de la población.

### Urbanismo
El diseño urbanístico de Pampas Grande se encuentra influenciado por las características topográficas del terreno. La meseta donde se asienta el pueblo presenta una superficie inclinada y ondulante, lo que ha condicionado el crecimiento urbano con entrantes y salientes en su trazado. El casco antiguo del pueblo exhibe calles rectas que siguen el patrón típico de damero, característico de los asentamientos fundados por los españoles. Con la llegada de la vía departamental AN-1441, se produjo una expansión urbana en esa dirección.
El desarrollo urbano de Pampas Grande ha sido impulsado por mejoras en la calidad de vida de sus habitantes. Esto se ha materializado en la construcción de instituciones educativas primarias y secundaria, así como la instalación de un centro de salud. Además, se ha llevado a cabo la apertura de nuevas calles para facilitar la movilidad y acceso dentro del pueblo.
Se proyecta que, en un futuro próximo, el caserío de Matara se integre como un nuevo barrio dentro de Pampas Grande, lo que aumentaría la población aproximadamente a 500 habitantes. Este proceso de anexión evidencia la expansión y crecimiento del área urbana, con el consiguiente impacto en la configuración y desarrollo del pueblo.

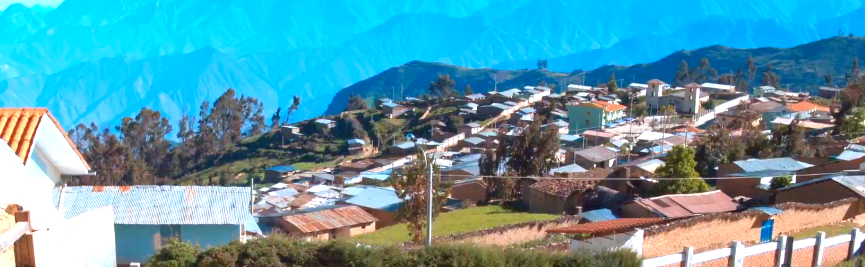
Panorámica del pueblo

### Vivienda
La mayoría de las viviendas en Pampas Grande presentan un estado de conservación regular. A pesar del clima característico de la zona, estas viviendas carecen de aislamiento térmico y sistemas de drenaje adecuados para el agua pluvial. En la zona urbana de Pampas Grande se pueden encontrar un total de 113 viviendas. La mayoría de estas construcciones surgieron a partir de 1974, ya que el terremoto destruyó gran parte de las viviendas existentes. Algunas viviendas están construidas con muros de tapial y techos de rollizos de madera cubiertos con calamina.
La vivienda típica en Pampas Grande consta de uno o dos niveles y está compuesta por un comedor, un dormitorio común, una cocina y un patio trasero destinado al lavado de ropa y la crianza de animales pequeños. Estas viviendas presentan una falta de aislamiento adecuado tanto del exterior como de las áreas destinadas a la cría de animales. Por otro lado, las viviendas construidas con ladrillos suelen tener entre uno y tres niveles y están mejor distribuidas en términos funcionales, con varios ambientes. En algunos casos, el espacio frontal de la vivienda se destina a pequeños comercios para el consumo local.

### Grupos étnicos e idiomas
De acuerdo con el censo realizado en 2017, el 52,49% de la población de Pampas Grande se identifica con su ascendencia quechua, siendo principalmente de la etnia huaylas. El porcentaje restante está compuesto por poblaciones mestizas (45,08%), blancas (1,01%), afrodescendientes (0,26%) y otras poblaciones indígenas (0,77%).
En Pampas Grande, los idiomas oficiales del territorio son el español y el quechua. El español, en su variante andina, es el idioma más ampliamente hablado en la zona. Sin embargo, el quechua sigue siendo una lengua habitual para un 21,12% de la población.

## Política

### Administración municipal
La administración política del municipio de Pampas Grande se lleva a cabo a través de una municipalidad de gestión democrática, cuyos miembros son elegidos cada cuatro años mediante sufragio universal. El censo electoral está conformado por todos los residentes empadronados en Pampas, mayores de 18 años y con nacionalidad peruana. Según lo establecido por la Ley Electoral, que determina el número de concejales elegibles en función de la población del municipio, la municipalidad está compuesta por 5 regidores. En las elecciones municipales de 2018, el partido Alianza para el Progreso obtuvo la mayor cantidad de votos, logrando 4 concejales, seguido por el Movimiento Regional El Maicito con 1 concejal. Para el periodo 2019-2022, el alcalde elegido fue Inocencio Villafuerte Colonia. Históricamente, Jerónimo Auquinivin se destacó como el kuraka (alcalde de indios) en 1646, siendo el gobernador más antiguo del que se tiene registro.
| Periodo     | Nombre del alcalde               | Partido político                |
| ----------- | -------------------------------- | ------------------------------- |
| 1980 - 1984 | Bernabé Coral Alegre             | Acción Popular                  |
| 1993 - 1995 | Máximo Alegre Henostroza         | Partido Popular Cristiano       |
| 1996 - 1998 | Serapio Zacarias Moreno Salvador | Lista Independiente Nº19 Chavín |
| 1999 - 2002 | Inocencio Villafuerte Colonia    | M.I Triple D                    |
| 2003 - 2006 | Inocencio Villafuerte Colonia    | Pampas Agrario                  |
| 2007 - 2010 | Inocencio Villafuerte Colonia    | Pampas Agrario                  |
| 2011 - 2014 | Eusebio Carlos Lirio Chauca      | Todos con Pampas                |
| 2015 - 2018 | Telesforo Solano Osorio          | M.I.R Puro Ancash               |
| Desde 2019  | Inocencio Villafuerte Colonia    | Alianza para el Progreso        |

### Concejo municipal
El concejo municipal constituye el órgano de máxima representación política de la ciudadanía en el gobierno municipal. Posee diversas competencias, entre las cuales se encuentran la aprobación de las ordenanzas municipales, los presupuestos municipales, los planes de ordenación urbanística, así como el control y fiscalización de los órganos de gobierno. El Concejo es convocado y presidido por el alcalde, y está compuesto por los 5 concejales elegidos en las elecciones municipales.

## Economía
La ciudad de Pampas se basa principalmente en la agricultura y la ganadería como pilares de su economía. Estos sectores productivos son fundamentales en la generación de ingresos, sin embargo, el comercio de productos agrícolas y ganaderos también desempeña un papel importante en la economía local. Además, el turismo y la minería, aunque en menor medida, también contribuyen como fuentes de ingreso económico.
De acuerdo con datos proporcionados por el Instituto Nacional de Estadística e Informática (INEI) y en referencia a datos provinciales, aproximadamente el 55% de la población total de Pampas constituye la población económicamente activa (PEA). Sin embargo, es importante destacar que una considerable cantidad de personas en la PEA optan por migrar hacia ciudades cercanas o incluso fuera del departamento en busca de oportunidades laborales, debido a que los ingresos generados por la producción agropecuaria son relativamente bajos.

### Sector primario

#### Actividad agrícola

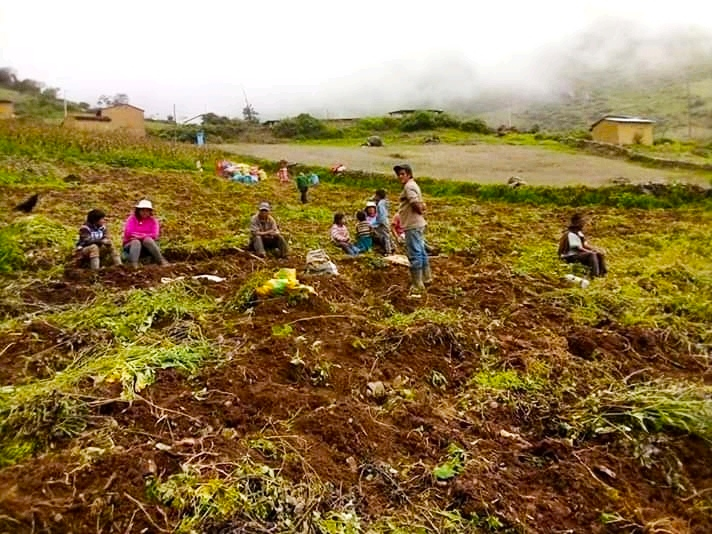
Cosecha de papa en Pampas Grande

Los terrenos de cultivo en Pampas Grande se gestionan de manera individual, donde cada parcela tiene una extensión que varía aproximadamente entre 0.05 y 1 hectárea. Por otro lado, las áreas destinadas a pastos naturales se dividen en un 40% de propiedad privada y un 60% de uso común por parte de los pobladores. En cuanto al potencial de tierras agrícolas, se estima que abarca unas 600 hectáreas; sin embargo, en la actualidad, solo se utiliza alrededor del 20% de este potencial debido a la escasez de recursos hídricos disponibles.

#### Actividad ganadera

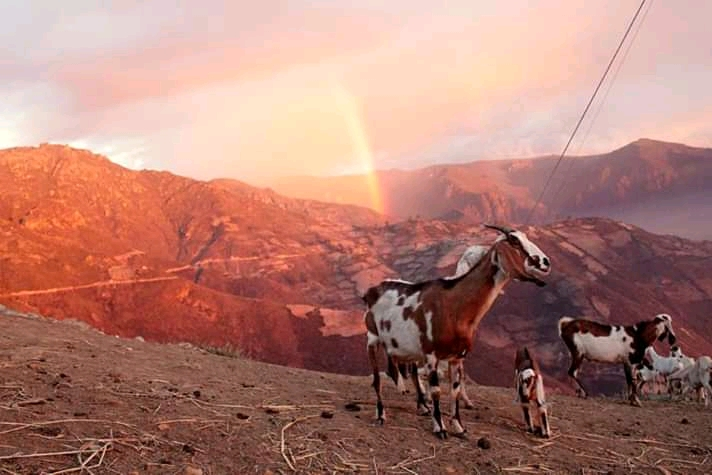
Ganado caprino, se aprecia en el fondo la carretera de acceso al pueblo.

La actividad pecuaria se lleva a cabo de manera extensiva, siendo la crianza de ganado ovino la más predominante. En menor escala, también se encuentra la crianza de ganado vacuno. En promedio, cada familia posee alrededor de 10 ovinos y 4 vacunos. Además, es común que las familias se dediquen a la crianza de animales menores, como cuyes, conejos y aves.

### Sector secundario y terciario

#### Actividad comercial y servicios
La actividad comercial en Pampas Grande refleja el crecimiento del sector bajo del distrito, especialmente en la zona urbana. Se pueden encontrar diversos negocios que aprovechan su ubicación estratégica en la trocha carrozable Cajamarquilla - Pampas Grande - Pariacoto. Estos negocios incluyen hospedajes, restaurantes y bodegas que ofrecen servicios de restaurante, venta de combustible y productos locales, como el queso producido en Pampas. Pampas se ha convertido en el principal centro de comercialización que abastece a la zona urbana, así como a los caseríos y anexos del distrito.
Los productos agrícolas más importantes que se comercializan en la zona son el maíz, la papa y el trigo. Aproximadamente el 40% de la producción de estos cultivos se vende a intermediarios, quienes abastecen a las ciudades de Huaraz y Lima, mientras que el resto se destina al autoconsumo local. Otros cultivos, como la arveja y el haba, tienen una producción mínima y se destinan principalmente al autoconsumo de los agricultores, quienes los comercializan directamente en Pampas Grande.

#### Turismo
La economía del distrito de Pampas no se ha centrado tradicionalmente en el turismo como actividad principal. No obstante, la comunidad local reconoce el valor de su patrimonio cultural como una oportunidad para el desarrollo turístico en la región. Las festividades y tradiciones autóctonas presentes en el distrito poseen un potencial significativo para atraer visitantes. Sin embargo, se ha observado una gradual pérdida de la identidad cultural en la zona.

## Comunicaciones y transporte

### Redes vehiculares
Huaraz-Pampas Grande

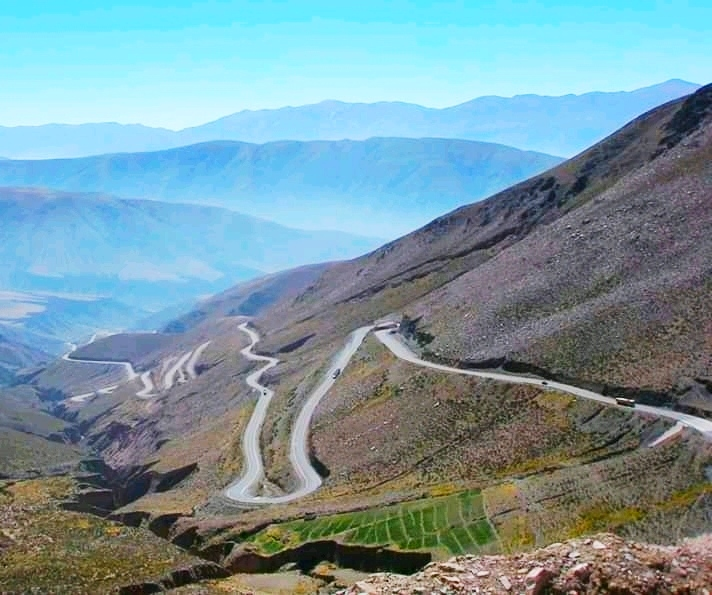
Carretera AN-1441

Es la principal y más antigua ruta de acceso, con salidas diarias de camionetas rurales, la carretera Huaraz – Yupash es asfaltada y de ahí en adelante tomando el desvío hacia Pira-Cajamarquilla (AN-1441) es una carretera afirmada pero en buen estado de conservación. En el trayecto al pasar por las faldas del cerro Castilla (4250 m s.n.m.) se observa las puyas raymondi cerca de la llegada a Pampas Grande.
Casma-Pariacoto-Pampas Grande
Es una ruta alternativa no muy transitada, es contraria a la ruta anterior que es de descenso, en este caso hay que ascender por las llanuras de Yaután – Pariacoto y luego subir por la quebrada, vía Pariacoto-Pampas Grande, se atraviesa diversos microclimas, los principales indicadores son la vegetación variable, es muy ideal para hacer senderismo.
Huarmey-Huanchay-Pampas Grande
Es una ruta muy atractiva, también es de ascenso desde la costa (Panamericana Norte), se pasa por una variedad distinta de microclimas, en su trayecto se observan huertos con frutales (mangos, guayaba, pacae, sandía, etc.) en toda la quebrada de Quian, luego sigue hasta el distrito de Huanchay, para luego continuar hacia San Juan, Chorrillos y por último llegar a Pampas Grande. La carretera es afirmada en buen estado de conservación.

### Telecomunicaciones
En el distrito Pampas hay servicio telefónico celular administrado en forma privada; la municipalidad cuenta con una línea de teléfono propia para realizar sus actividades. También se cuenta con una antena parabólica de televisión instalada y equipada que capta televisión y servicio de Internet.
Las operadoras de telefonía móvil que abarcan el mercado son:
- Telefónica del Perú: Cobertura 2G y 3G en el pueblo y los caseríos y cobertura 4G solo en el pueblo y en el caserío de Matara.[76]
- Entel Perú: Cobertura 2G en todo el distrito, cobertura 3G en el pueblo y los caseríos y cobertura 4G solo en el pueblo y en el caserío de Matara.[77]

## Servicios públicos

#### Energía
El servicio de electricidad para iluminación es brindado por la empresa de energía eléctrica Hidrandina, la población utiliza mayormente leña de eucalipto para cocinar los alimentos.

#### Agua potable y alcantarillado
El 48.64% de las viviendas cuenta con agua potable, existiendo aún un 46.14% de viviendas que se abastece de agua no tratada de un pozo, río, acequia, manantial o similar. Así mismo, sólo el 22.95% de las viviendas cuenta con el servicio de la red pública de desagüe y aún el 48.64% no tiene desagüe.
El abastecimiento de agua potable es por agua de filtración, no tiene tratamiento de potabilización, con un reservorio antiguo y redes en mal estado de conservación las redes de aducción y distribución son de hace más de 20 años; por el servicio se paga una cuota de S/ 1.50. De la misma manera sucede con la línea matriz y las líneas recolectoras del sistema de desagüe que desembocan a dos tanques sépticos que se encuentran colapsados.

#### Abastecimiento de alimentos
En cuanto a infraestructura de apoyo a la producción, solamente Pampas como capital distrital cuenta con un camal, mercado y un establo comunal, todos de uso eventual. Los demás caseríos cuentan básicamente con infraestructura productiva compuesta por un sistema de riego artesanal y canales de tierra, destinados a zonas agrícolas.

#### Recolección de residuos sólidos
En la ciudad de Pampas se presta servicio de recojo de basura a través del personal de limpieza, pero solo en la parte central, plaza de armas, calles principales donde se ubican las instituciones públicas como: municipio, iglesia, torre, instituciones educativas y otros, pero no llega en la totalidad de las calles. Los residuos recolectados son llevados en vehículos motorizados y arrojados en un área designada por la municipalidad como botadero del distrito, el cual se encuentra al aire libre. No cuenta con un sistema de recojo y tratamiento de residuos sólidos, tan solo se han colocado basureros para los papeles y basura sólida colocados en lugares estratégicos.

## Bienestar Social

### Educación

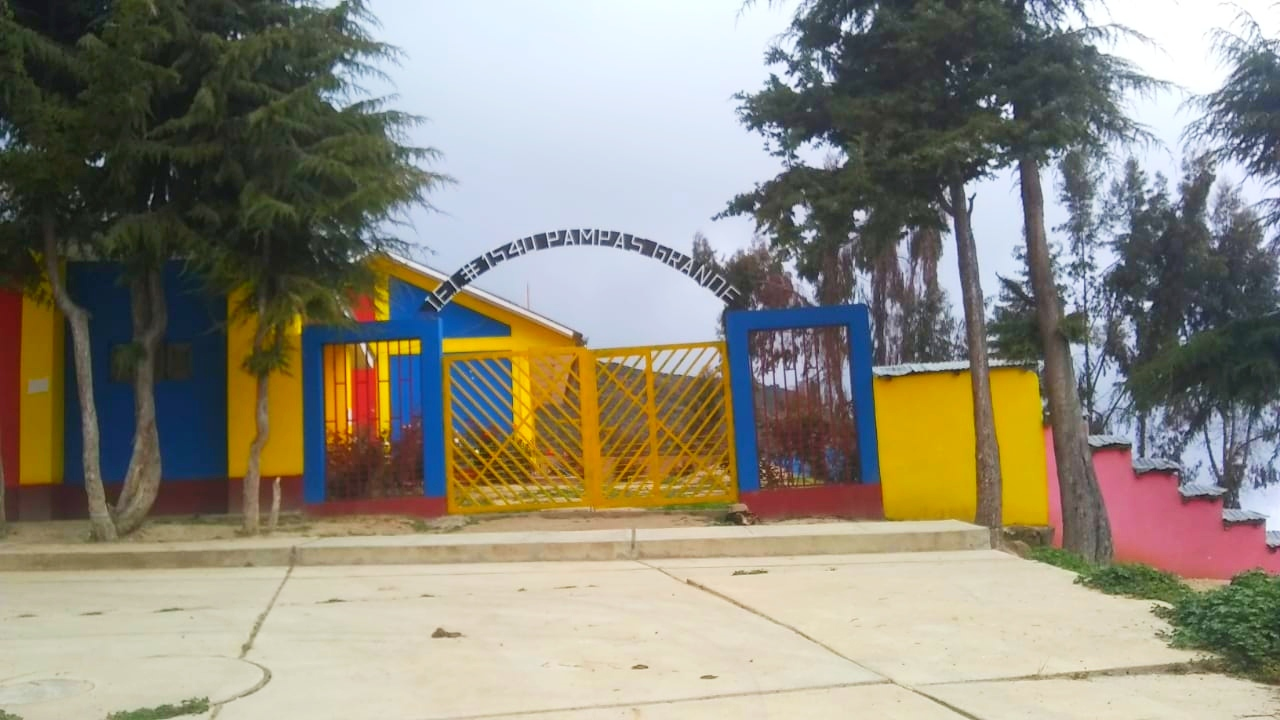
Institución Educativa inicial 1540 de Pampas Grande

La educación en Pampas, así como en el resto del país, es operada por los gobiernos regionales, regulados por el Ministerio de Educación del Perú. Es obligatorio que los niños asistan a la escuela desde los cinco o seis años (por lo general, al jardín de niños o al primer grado de educación primaria) hasta que cumplen los dieciséis años (generalmente hasta cursar el quinto grado, el final de la escuela secundaria). Aproximadamente el 27,5% de la población está inscrita en algún centro educativo. Existen múltiples instituciones públicas de educación primaria, sin embargo, solo existe una escuela pública secundaria . De las personas mayores de quince años, el 39,86% se graduó de la escuela secundaria, un 1,53 % asistió a algún instituto, el 1,65 % obtuvo una licenciatura y el 0,21% obtuvo un título de posgrado. La tasa de alfabetización es de aproximadamente un 90,06%.
Para impartir la educación básica (desde inicial hasta secundaria), la ciudad cuenta con 13 instituciones públicas. Sin embargo, no posee centros o programas técnico – productivos ni educación superior (tanto universitaria como no universitaria). La principal institución educativa es el Colegio Nacional Mixto San Jerónimo fundado en 1965. Aquellos que desean cursar estudios superiores, se deben dirigir a la provincia de Casma o Huaraz.
| Centros educativos en la ciudad de Pampas      |            |         |
| Centro educativo                               | Enseñanza  | Tipo    |
| 1540                                           | Infantil   | Público |
| 409                                            | Infantil   | Público |
| 420                                            | Infantil   | Público |
| Las Abejitas                                   | Infantil   | Público |
| Colegio Primario 86051 "Laura Ardiles Caja"    | primaria   | Público |
| Colegio Primario 86053                         | primaria   | Público |
| Colegio Primario 86105                         | primaria   | Público |
| Colegio Primario 86106                         | primaria   | Público |
| Colegio Primario 86108                         | primaria   | Público |
| Colegio Primario 86705                         | primaria   | Público |
| Colegio Primario 86915                         | primaria   | Público |
| Colegio Primario 86938                         | primaria   | Público |
| Colegio Nacional Secundario Mixto San Jerónimo | secundaria | Público |

### Salud

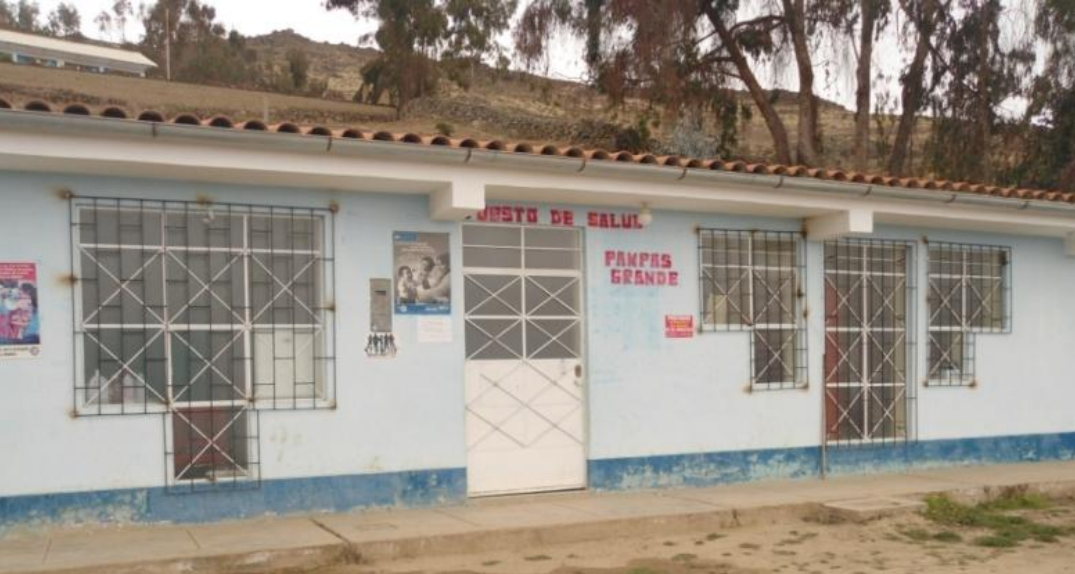
Puesto de salud de Pampas Grande

Pampas Grande cuenta con un único centro de salud de categoría 1, adscrito al Ministerio de Salud del Perú.

## Patrimonio

### Centros históricos

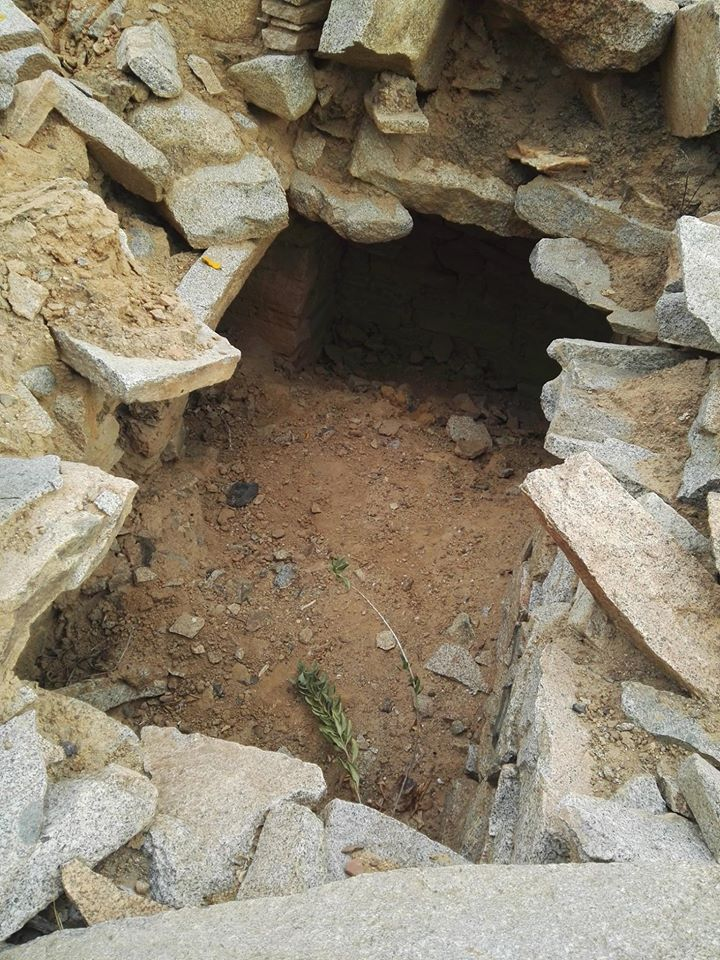
Entrada en el sitio arqueológico de Kajur.

La municipalidad distrital de Pampas Grande junto a la ONG Pan Perú cuenta con una colección de cerámica, escultura y otros artefactos; gracias al apoyo institucional de la Universidad de Richmond.  en el distrito existen varios lugares arqueológicos, sin embargo estos lugares han sido poco estudiados.
Las edificaciones coloniales del pueblo fueron destruidas por el terremoto de 1970, la mayoría de edificaciones públicas son de construcción reciente, el único edificio que sobrevivió al terremoto de 1970 fue la iglesia matriz del pueblo.
- Kajur: Ubicado al noroeste de Pampas, cerca al distrito de Pariacoto sobre los 1 150  m.s.n.m, el material principal empleado en su construcción, fue la piedra canteada unida con mortero de barro.[12]
- Cuchicoto: Sitio arqueológico ubicado cerca a la cumbre de Canchón muestra la influencia de la cultura Recuay durante el intermedio temprano.[11]
- Zona arqueológica del cerro Castilla: Sitio arqueológico ubicado en el cerro Castilla a 4200 m s. n. m., consta de construcciones y caminos de piedra.[1]
- Casa de la cultura de Pampas Grande: Museo ubicado en la plaza de armas del pueblo, contiene restos humanos, cerámicos y líticos de los sitios arqueológicos del distrito.[83]
- Iglesia matriz de Pampas Grande: La estructura original de finales del siglo XVI construida completamente con adobe, fue demolida en 1898 para ser vuelta a construir con dos torres más grandes, siendo restaurada después del terremoto de 1970.[29]
- Hotel municipal de Pampas Grande:  Hotel ubicado frente a la plaza de armas, antigua sede de la municipalidad y oficina de correos y telégrafo, destruido en 1970,[29] fue vuelto a construir en la década de los 2000.
- Plaza de armas de Pampas Grande: Plaza de armas del pueblo, la actual plaza de armas fue construida en 2003, frente a ella se encuentran el hotel municipal, la municipalidad y la iglesia matriz del pueblo.[25]

### Patrimonio natural
- Canchón: Picacho elevado visible desde Pampas Grande ubicado a 4150 m.s.n.m,[85] desde su cumbre se aprecia el litoral y el nevado Huascarán.[29]
- Laguna Hurguacocha: Ubicada a 4650 m.s.n.m, en ella se realiza la extracción de cushuro (Nostoc sphaericum), es una de las pocas lagunas ubicadas en todo el distrito.[86]
- Bosque de puyas del cerro Castilla: Ubicado en el cerro Castilla a 4200 m.s.n.m junto con restos arqueológicos, forma parte de los  distritos de Pampas Grande, La Libertad y Colcabamba.[87]

### Danzas
Pastorcillos
Dedicado al nacimiento de Jesús. Este episodio se desarrolla el 25 de diciembre. Es una cuadrilla de 18 a 20 niños, entre 10 y 14 años, elegantemente vestidos con sombreros grandes que llevan un espejo pequeño en la parte central de la copa, con cintas de varios colores que cuelgan a la espalda, provistos de una pequeña campanilla para llevar el compás de las canciones. Se presentan en columnas de a dos, precedidos por una dama vestida de varón. Cada pastorcito porta un maletín conteniendo todo lo referente a higiene. Este acto es acompañado de mandolina y tarola, visitan las casas donde los reciben con muchas golosinas para los niños y cerveza para los mayores y visitantes.
Negrazos

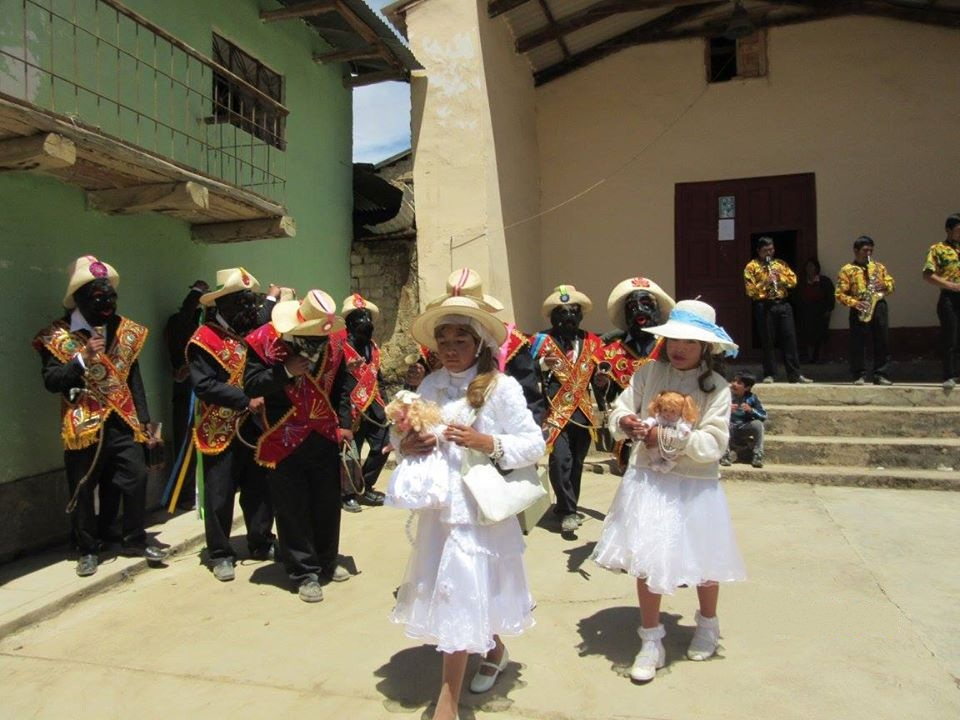
Negrazos de Pampas Grande.

Danza que se realiza del 1 al 4 de enero. Son 14 negritos de terno azul o negro con camisa blanca, llevan máscara de cuero negro, sombrero de paja adornado con cintas, portan un maletín con dinero. Se forman en dos filas. Los caporales que cuidan de las damitas (varoncito disfrazado de mujer) por seguridad, premunidos de un atuendo cargan una linda muñeca, bailan en todos los lugares que visitan. Los más divertidos y lindos son los viejitos Pascual y Venturo personas que se disfrazan de viejitos con barba y joroba incluida, son el alma de la fiesta. Primero visitan el templo con mucha devoción, luego se dirigen al concejo a pedir permiso al alcalde. Recorren las calles al compás de la banda, llegando a un domicilio con la finalidad de alegrar a los presentes, los acompañan un gato y un zorro (dos jóvenes disfrazados), que hacen de las suyas robando al dueño de casa. En cada esquina se baila el shotin, baile característico donde escogen a las damas más agraciadas. Se las hace bailar en forma muy movida, todas escapan para no ser atrapadas. El otro acto es el matrimonio, uno de los viejitos escoge a la dama, los negritos ayudan a realizar este acto, luego escogen a dos personas del público para que actúen de padrino y testigo, y la novia es amarrada con una soguilla.

### Gastronomía

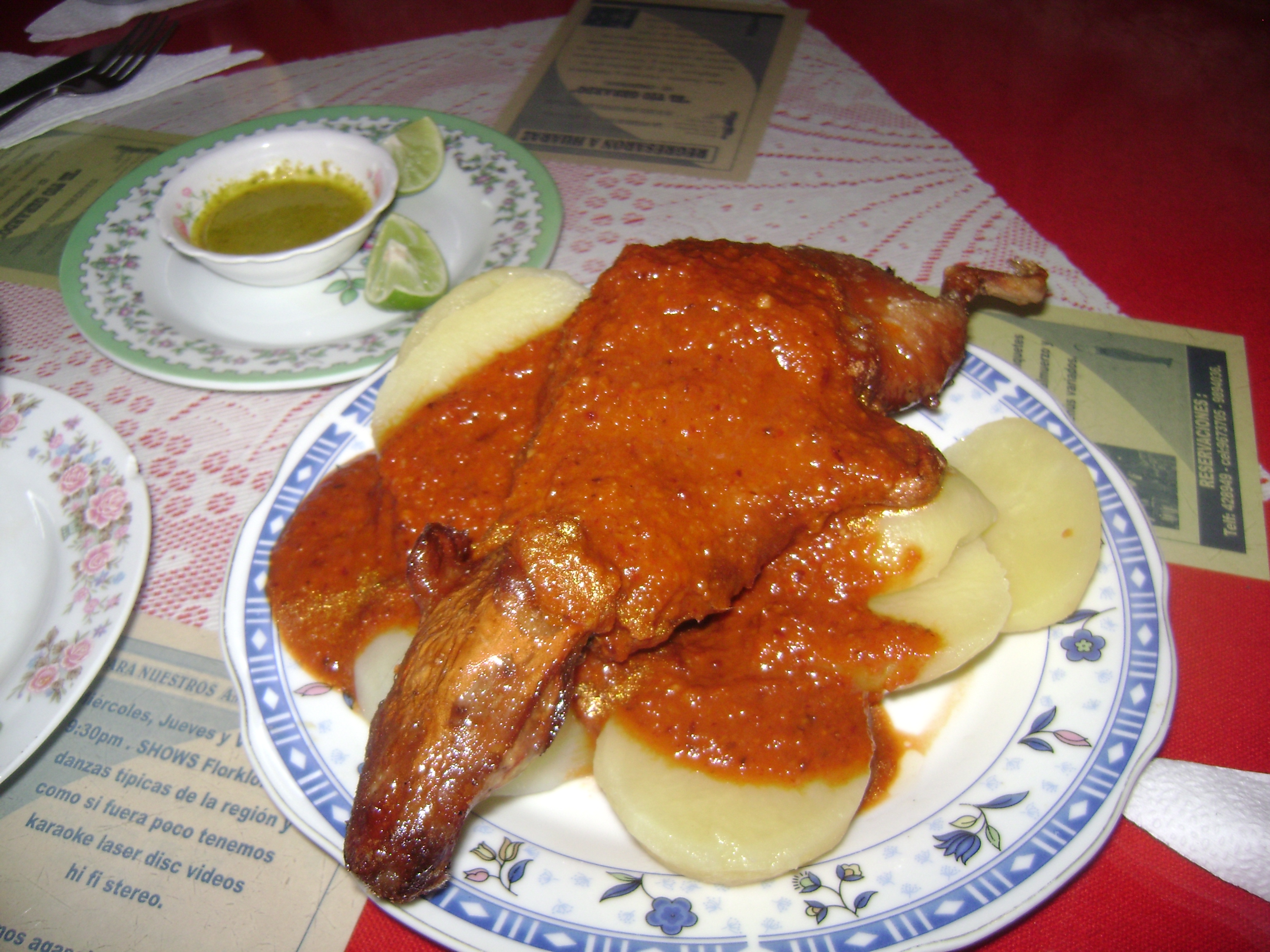
Picante de Cuy

La cocina pampasina ofrece una gran variedad de platos. Numerosos platos tradicionales de Pampas son compartidos con el resto de la gastronomía del callejón de Huaylas y en gran parte de la zona de Conchucos. Destacan: el picante de cuy que consiste en  un cuy frito en abundante aceite, hasta alcanzar un punto crocante, se suele acompañar con papas hervidas, maíz y salsas de ají, como la crema de huacatay, es común que este plato solo se sirva en ocasiones especiales. También destaca el puchero ancashino que es herencia de la cultura andaluza y que es preparado a base de col o repollo, con carne de res, ovino o chancho para servirse con hierbabuena u orégano. Otros platos destacados son la huatia que consiste en papas enterradas en un horno hecho a base de terrones, se suele acompañar con atún, portola o queso.es comúnmente servido en cosecha de papas, el pocty que es preparado a base de queso y se acompaña con papas, Mientras que la bebida principal es la chicha de jora, ampliamente reconocida en la gastronomía andina. En el ámbito urbano es muy conocido el café durante las tardes de lonche, esta bebida es acompañada con pan y queso.

## Deportes

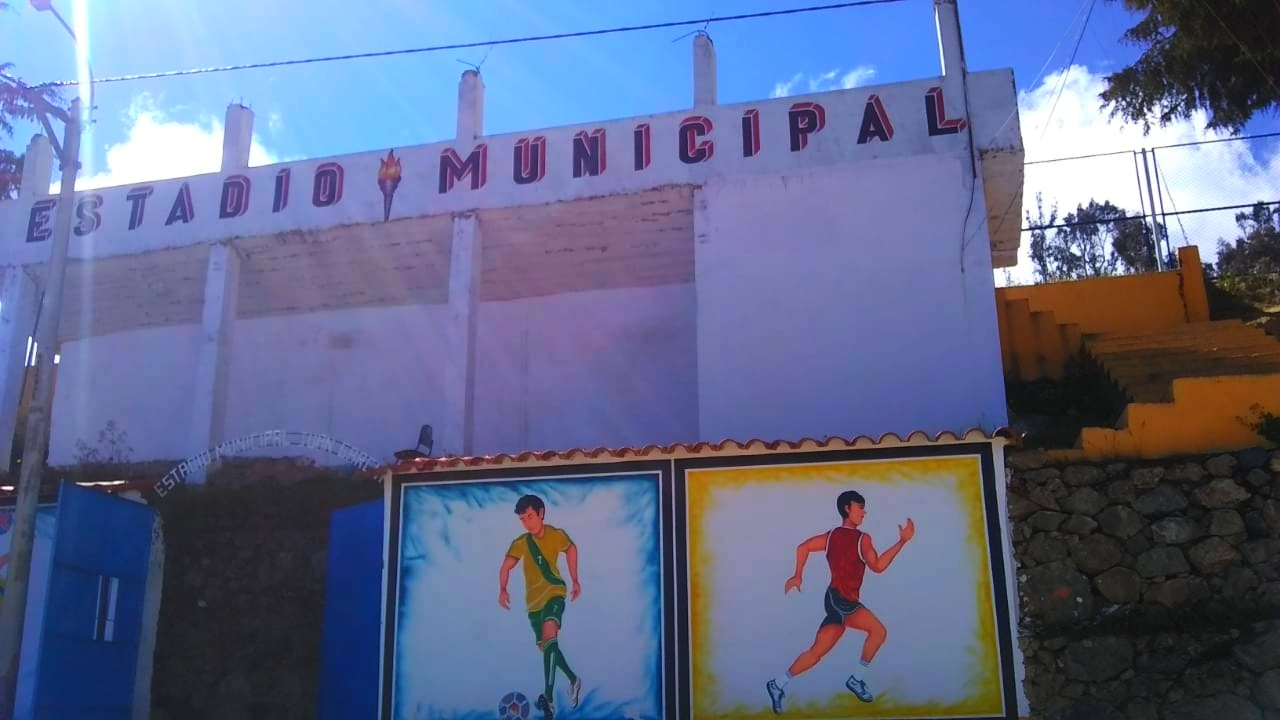
Estadio Municipal Juan García

Los deportes más populares en Pampas son el fútbol y el voleibol, que se practican en las dos canchas (una cancha de fútbol sala y otra de fútbol) de la ciudad, los deportes de aventura son practicados durante la temporada del verano comprendida entre los meses de mayo y septiembre. Es posible desarrollar actividades de caminatas con diversos niveles de dificultad de las que resaltan la ruta Pariacoto-Pampas Grande, y la ruta Yupash-Cajamarquilla-Pampas Grande. La práctica del rápel, la escalada en roca y el descenso de barrancos tiene lugar en las diversas quebradas que rodean a la ciudad.
También destacan el descenso en bicicleta y longboard. En junio de 2018, Pampas fue una de las sedes del Andes Challenge Non Stop Perú,que se llevó a cabo en la carretera Yupash-Cajamarquilla-Pampas Grande. En agosto de 2019, Pampas fue una de las sedes del Génesis Inka Mountain bike,que se llevó a cabo en la carretera Yupash-Cajamarquilla-Pampas Grande.

## Pampasinos destacados

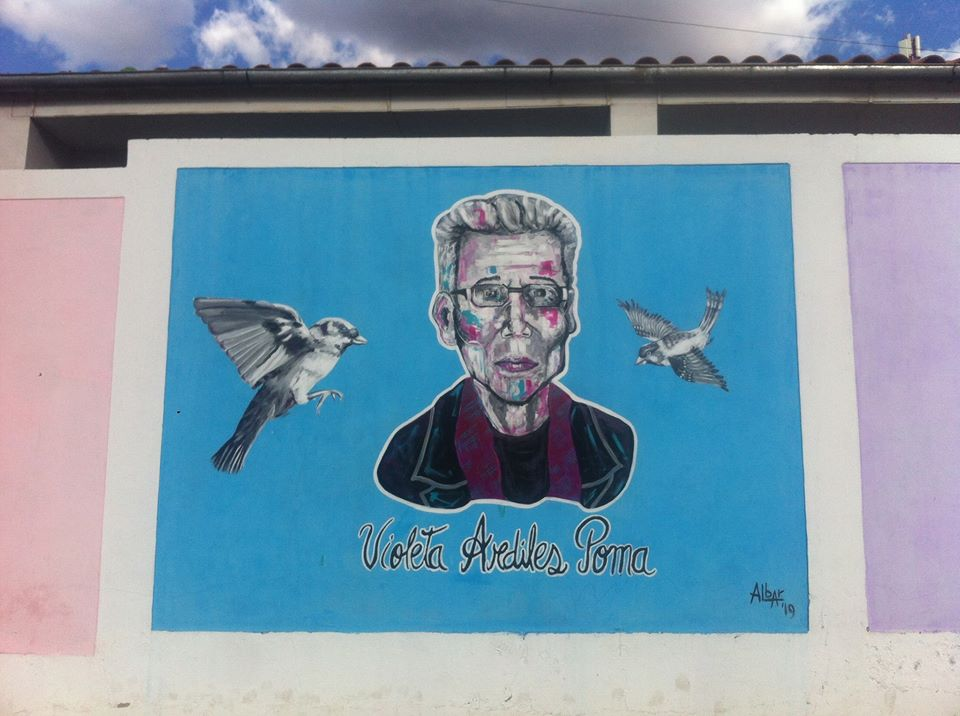
Violeta Ardiles Poma, educadora, escritora y poeta pampasina.

- Violeta Ardiles Poma (1945): Educadora, escritora y poeta. Recibió las Palmas Magisteriales en grado de Amauta de parte del Ministerio de Educación por su labor de docencia en zonas rurales de los Andes.[94]
- Reynaldo Trinidad Ardiles (1954-2019): Periodista. Director y fundador de la revista rural Agro Noticias.[95][96]
- Amador Valverde Granda (1904-2007): Profesor. En 1994 publicó su libro Un balcón entre el mar y el cielo (Recuerdos y confidencias del primer siglo XX) sobre Pampas Grande.[97][98]

## Huéspedes ilustres
- Santo Toribio de Mogrovejo (1597). Visitó Pampas durante su labor pastoral por el norte del Perú.
- Antonio Raimondi (1870). Pasó por Pampas durante su viaje hacia Huarmey, tiempo durante el cual estudió el clima, la geografía y principalmente el potencial minero del distrito para su posterior inclusión en su obra "Ancash y sus Riquezas Minerales" de 1873.[99]